# تيم مور (سياسي)
تيم مور (بالإنجليزية: Tim Moore)‏ هو سياسي أمريكي، ولد في 25 يوليو 1966 في بادوكا في الولايات المتحدة. حزبياً، نشط في الحزب الجمهوري.

## وصلات خارجية
- الموقع الرسمي